# Kátrány

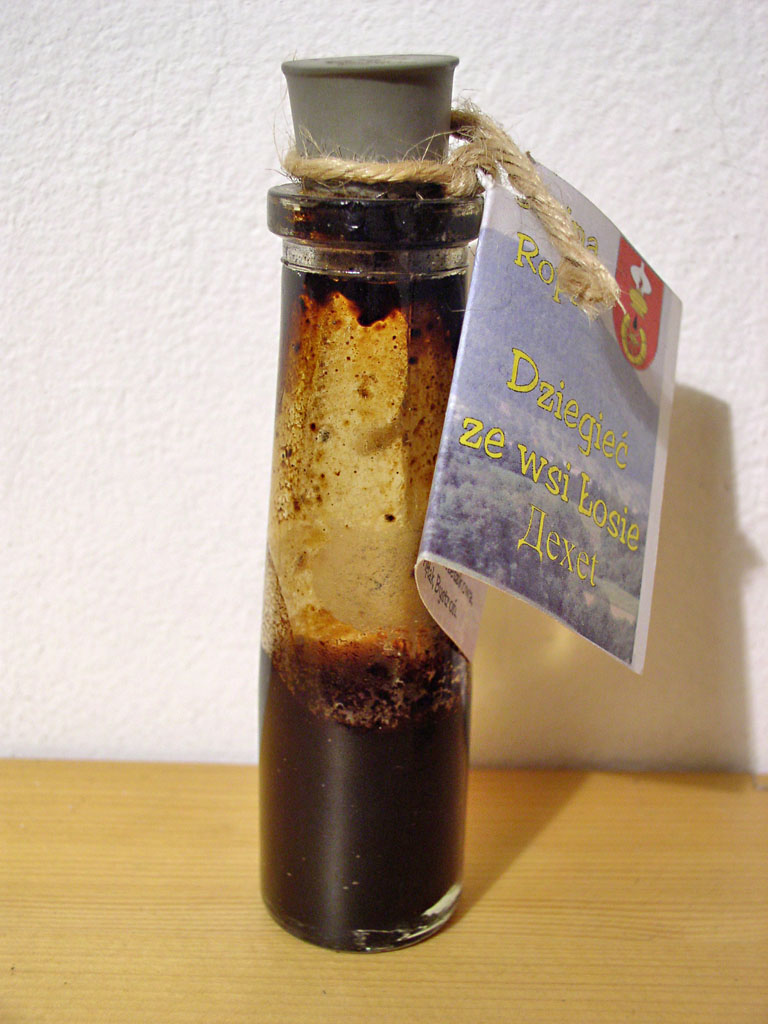
Fakátrány

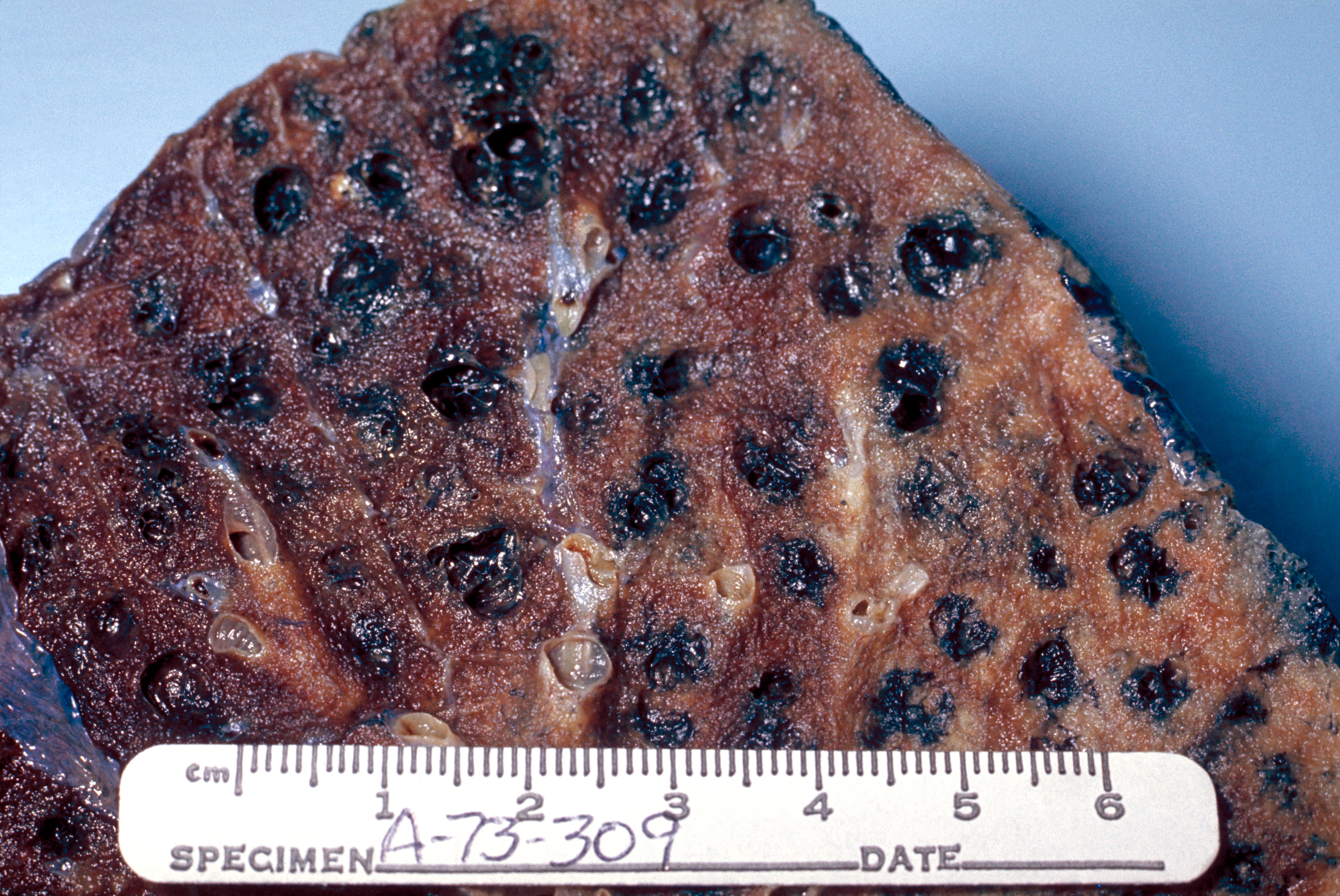
Kátránylerakódás az emberi tüdőben

A kátrány folyékony olaj, amelyet részben ásványi, részben növényi anyagokból állítanak elő. Fából is állítanak elő kátrányt, ami a fa száraz lepárlásának egyik mellékterméke. A kátrány lepárlásával kátrányolajat és fekete szurkot lehet előállítani.
A kőszén vegyipari felhasználása a 20. századtól jellemző. A kőszénből 1200–1300 °C-on, anaerob körülmények közötti lepárolva koksz, kamragáz és kőszénkátrány keletkezik. A kőszénkátrányból élelmiszerszínezék (E129 jelű Allura Red AC), mesterséges aromák, festékek (anilin), samponok, olajok és krémek, pikkelysömör elleni gyógyszerek készülnek.
Habár a kátrány nincs jelen a dohányban, a dohány égése során azonban jelentős mennyiség keletkezik. Egyetlen cigaretta égése során mintegy 2 liter füst keletkezik. A dohányfüstből mintegy 70%-ban kátrány rakódik le a tüdőben, ezért egy átlagos dohányos tüdejébe 10 év alatt 1 kg kátrány jut be.

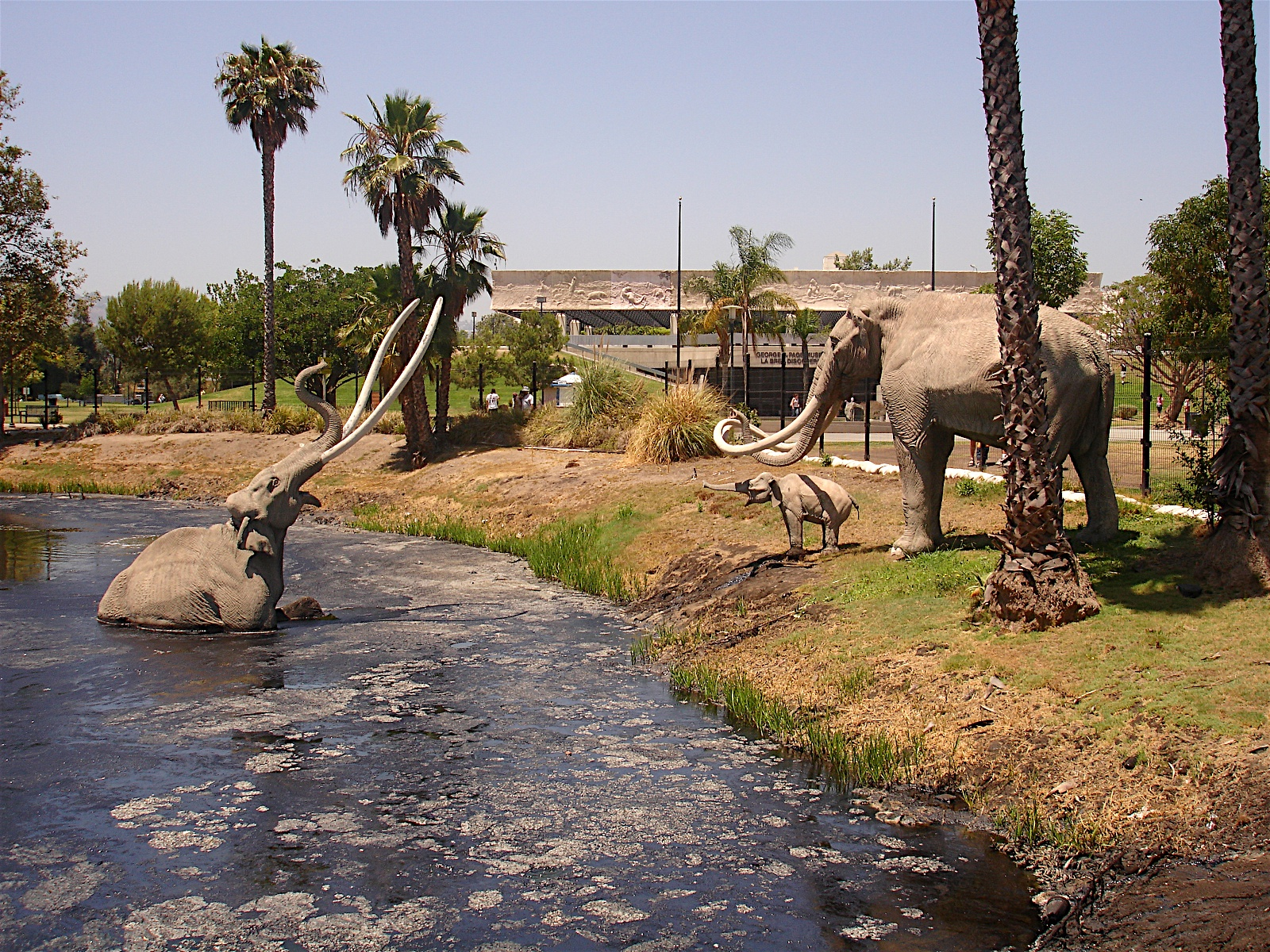
La Brea aszfalt-tó (USA)

Néha összetévesztik a kátránnyal a természetes aszfaltot, illetve a mesterséges bitument, ami egy hasonló fekete termo-plasztik anyag, amit a kőolaj frakcionált desztillációjával kapnak.